# Enconista duponcheli
Enconista duponcheli är en fjärilsart som beskrevs av Louis Beethoven Prout 1915. Enconista duponcheli ingår i släktet Enconista och familjen mätare. Inga underarter finns listade i Catalogue of Life.